# Monacha oshanovae
Monacha oshanovae is een slakkensoort uit de familie van de Hygromiidae. De wetenschappelijke naam van de soort is voor het eerst geldig gepubliceerd in 1970 door I. & L. Pinter.